# Komandos
Komandos (izafrikaansa: kommando; na engleskom: commandos) je naziv za pripadnika vojne jedinice za posebne zadaće. Naziv "commando" su prvi upotrijebili Buri za postrojbe u ekspedicijama protiv domorodaca.
U drugim svjetskim ratu komandos je bio izraz koji se koristio za vojnike, koji su vršili operacije u neprijateljskom zaleđu. Smatraju se prethodnicima modernih postrojbi za posebne namjene.

## Operativni profil
Klasični profil operacija komandosa je uništavanje neprijateljskih ključnih položaja, kao što su zračne luke, komunikacije i zapovjedni stožeri, topništvo - i raketni položaji, mostovi, luke, baze za opskrbu i drugi posebno važni neprijateljski položaji.
Komandosi u Drugom svjetskom ratu bili su obučeni za borbene operacije na kopnu, moru i zraku. Vojnici tih jedinica su bili osposobljeni za goloruke borbe, taktike infiltracije i izviđanje.
Komandosi se odlikuju brzinom, pokretljivošću i dobrom kamuflažom. Njihova taktika je razvijena tijekom vremena i prilagođena gerilskom ratovanju 20. stoljeća.